# Arcontópulos
Os arcontópulos (em grego: Ἀρχοντόπουλοι; romaniz.: archontopouloi) foram uma formação militar de elite do exército bizantino durante o período Comneno, nos séculos XI-XII. Eles foram fundados pelo imperador Aleixo I Comneno (r. 1081–1118) como parte de suas reformas militares e foram recrutados entre os órfãos dos oficiais bizantinos que morreram em batalha.

## História

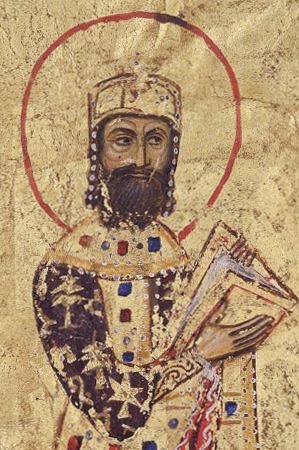
Miniatura retratando r.

Durante a invasão seljúcida da Ásia Menor bizantina após a batalha de Manzicerta (1071), houve um aumento do número de órfãos o que levou Aleixo I Comneno (r. 1081–1118) a iniciar esforços de resgate. Alguns deles, recrutados entre os órfãos de oficiais bizantinos que morreram em batalha, foram recrutados, armados e treinados para formar uma unidade de cavalaria de elite de 2 000 efetivos, conhecida como os arcontópulos, os "filhos dos arcontes (lideres)". Os arcontópulos são considerados como a única instituição bizantino de cuidado aos órfãos diretamente influenciada pelas antigas políticas gregas. Embora a filha e biografa e Aleixo, Ana Comnena, comparou os arcontópulos de seu pai com a instituição espartana, a tradição ateniense melhor documentada para ajudar as crianças de soldados doentes foi a provável inspiração para Aleixo.
Os arcontópulos como um regimento desapareceram das fontes bizantinas após a morte de Aleixo em 1118. Contudo, pessoas denominaram arcontópulos continuaram a ser registrados mais tarde na história bizantina. Os arcontópulos posteriores parecem ter pertencido a dois grupos talvez relacionados. O primeiro grupo consistiu de jovens aristocratas ligados à corte imperial e que podem ter tido uma função militar, e o segundo grupo consistia de um tipo de pronoário provincial, um soldado de elite que manteve uma concessão de terra imperial em troca de serviço militar. O último grupo foi possivelmente recrutado do anterior, após a sua formação na corte imperial.